# Toxicodendron diversilobum
Toxicodendron diversilobum (син. Rhus diversiloba), зазвичай в англійськомовних країнах називаний як тихоокеанський отруйний дуб або західний отруйний дуб через схожість форми листка із дубом, є деревною ліаною або чагарником із сімейства анакардієвих (Anacardiaceae). Поширений у західній частині Північної Америки, росте у хвойних та змішаних широколистяних лісах, луках. Середина цвітіння припадає на травень . Як і інші представники роду Toxicodendron, T. diversilobum містить урусіоли, які викликають алергічні висипання у більшості людей після дотику до рослини.

## Опис
Toxicodendron diversilobum зростає чагарником  на 0,5–4 метри або дерев'янистою ліаною, висотою 3–9 метрів або й більше 30 метрів з 8–20 сантиметрами проміру стовбура. Може створювати густі зарості у затінених місцях . Розмножується розсадженням кореневищ і насінням. Рослина є листопадною. Стебла без листя іноді можна розпізнати за чорними плямами, де міг висохнути молочний сік.
Листя розділені на три (рідше 5, 7 або 9) листики розміром від 3,5 до 10 см завдовжки, з зубчастими або лопатевими краями. Зазвичай вони нагадують лопатеве листя справжнього дуба, хоча, як правило, більш глянцеві. Листя, коли розпускаються в лютому-березні, мають спижеве забарвлення, яскраво-зелене - навесні, жовто-зелене - влітку та яскраво-червоне або рожеве - з кінця липня до жовтня. Квіти - кольору слонової кістки, цвіте з березня по червень  .

## Поширення
Toxicodendron diversilobum трапляється в Каліфорнії (Лос-Анджелес був побудований на місці села під назвою Yaangna, що означає «місце з отруйним дубом» ), на півострові Нижня Каліфорнія, у Неваді, Орегоні, Вашингтоні та Британській Колумбії. Споріднений T. pubescens ("східний отруйний дуб") походить із південного сходу Сполучених Штатів. T. diversilobum і T. rydbergii ("західний отруйний плющ") гібридизуються. Toxicodendron diversilobum поширений у різних середовищах, часто трапляється в чапаралі та рідколіссі, прибережних смугах, на луках, у дубових лісах. Росте разом з Pseudotsuga menzesii, Sequoia sempervirens, Pinus ponderosa, у змішаних і вічнозелених лісах . 

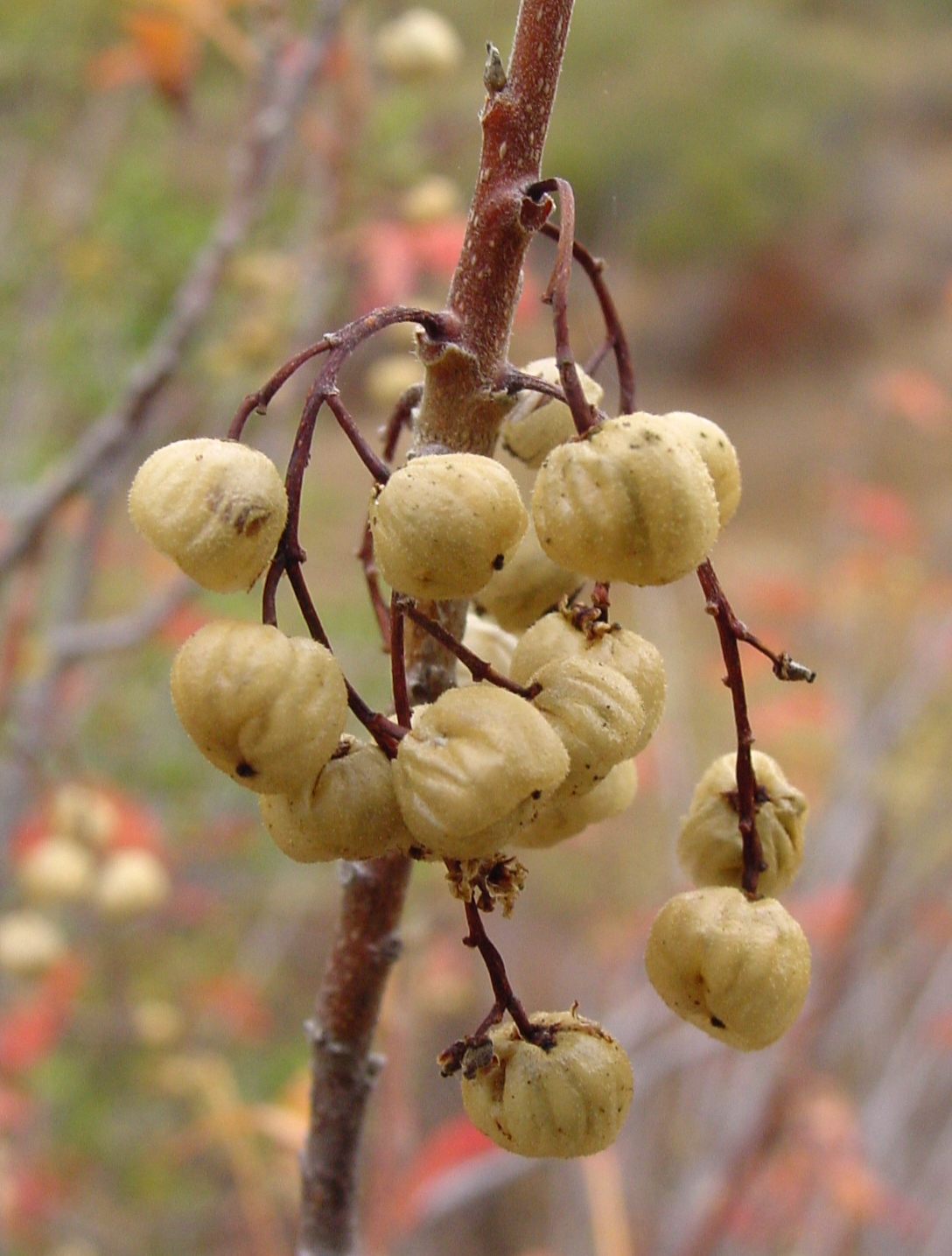
Плоди Toxicodendron diversilobum

 Добре росте в тіні та півтіні, на відкритому сонці, на висоті нижче 1500 метрів. Ліаноподібна форма може підніматися на великі кущі та стовбури дерев у їхні крони. Toxicodendron diversilobum іноді вбиває опорну рослину. 
Листям рослини харчуються чорнохвостий олень, каліфорнійський ховрах, західна сіра вивірка та інші представники місцевої фауни. Toxicodendron diversilobum багатий на фосфор, кальцій, сірку. Птахи споживають ягоди, а крону рослини використовують для укриття. Місцевим тваринам урусіоли не спричиняють ніякої шкоди.

## Використання
Індіанці Каліфорнії зі стебел рослини плели кошики. Соком лікували стригучий лишай. Припарки зі свіжого листя прикладали до місць укусів гримучих змій. Сік або сажу використовували як чорну фарбу для татуювань і затемнення шкіри . Навесні напар з висушених коренів або бруньок деякі місцеві жителі вживали як засіб від майбутніх рослинних отрут. Чумаші використовували сік T. diversilobum для видалення бородавок, мозолів, ним припікати виразки. Сік прикладали для зупинки кровотечі. Для лікування дизентерії пили відвар з коріння .

## Алергенна рослина
Див. Контактний дерматит, спричинений урусіолом.
- https://commons.m.wikimedia.org/wiki/Category:Toxicodendron_diversilobum